# Liste des seigneurs de Crossac
 (mars 2014).
Le château seigneurial de Crossac se nommait Le Bois-de-Langle.

## SeigneursdeCrossac

### Famille deMachecoulet de Trécesson
- 1318 et 1360 Jean de Machecoul
- Louis II de Machecoul

Famille de Trécesson.

Famille de La Lande, dite de Machecoul

- 1430, le duc Jean V de Bretagne donne à Jean de Trécesson, son grand Chambellan et Connétable, la Terre de Crossac.
- 1462 et 1499 François de la Lande, dit de Machecoul, Sr de Vieillevigne.
- ????-1507, Prégent de Trécesson

### Famille d'Avaugour

Famille d'Avaugour.

- 1567, vendue par Prégent de Trécesson à René d'Avaugour, Sr de Saffré.
- 1597, Charles d'Avaugour, Sr de Kergrois.

### Famille Loisel
- 1617, vendue par les enfants de Charles d'Avaugour à Guy Loisel[1], époux de Françoyse de la Louayrie, Sr de la Barillais.
- 1641[2] , Pierre Loisel

### Famille Rogon

Famille Rogon.

- 1666, vendue par Pierre Loisel à Jérôme Rogon, Sr de Bodiau.
- 1713, Judith-Hyéromyne Rogon épouse Renée de Lopriac, Marquis de Coëtmadeuc.
- 1726 à une demoiselle Rogon, femme de Luc-Julien le Sénéchal de Kerguezec.

### Famille Espivent de La Villesboisnet

Famille Espivent de La Villesboisnet.

- 1780, Espivent de la Villeboisnet.

## Sources
- Annales, Volume 8, Société académique de Nantes et du département de la Loire-Inférieure, François Pierre Doucin, 1857.
- Dictionnaire historique et géographique de Bretagne, Ogée, Molliex, 1843.